# Nor Sarah Adi
Nor Sarah Adi (* 20. August 2000 in Los Angeles) ist eine malaysische Leichtathletin, die sich auf den Stabhochsprung spezialisiert hat.

## Sportliche Laufbahn
Erste internationale Erfahrungen sammelte Nor Sarah Adi im Jahr 2022, als sie bei den Südostasienspielen in Hanoi mit übersprungenen 4,00 m die Goldmedaille im Stabhochsprung gewann und sich mit der malaysischen 4-mal-100-Meter-Staffel in 45,32 s die Bronzemedaille hinter den Teams aus Thailand und Vietnam sicherte. Im August gewann sie bei den Islamic Solidarity Games in Konya mit 3,90 m die Bronzemedaille hinter den Türkinnen Buse Arıkazan und Demet Parlak. Im Jahr darauf gewann sie bei den Südostasienspielen in Phnom Penh mit 4,05 m die Silbermedaille hinter der Thailänderin Chonthicha Khabut. Im August brachte sie bei den World University Games in Chengdu keinen gültigen Versuch zustande und verpasste mit der Staffel mit 45,66 s den Finaleinzug. Im Oktober brachte sie bei den Asienspielen in Hangzhou erneut keinen gültigen Versuch zustande.
In den Jahren 2021 und 2022 wurde Adi malaysische Meisterin im Stabhochsprung.

## Persönliche Bestleistungen
- 100 Meter: 11,89 s (+0,7 m/s), 26. März 2022 in Kuala Lumpur
- Stabhochsprung: 4,05 m, 10. Mai 2023 in Phnom Penh
  - Stabhochsprung (Halle): 4,00 m, 22. März 2023 in Nantou